# Dinastia Xia
Dinastia Xia (în chineză: 夏朝; pronunție mandarină a numelui: [ɕjâ]; pronunție cantoneză a numelui: [hàː]; pronunția chinezească veche a numelui: /*ɡraːʔ/) este o dinastie semilegendară care a durat din secolul al XXI-lea î.Hr. până în secolul al XVI-lea î.Hr. Nu există foarte multe informații despre ea. A avut 17 conducători, dintre care primul, Marele Yu (Da Yu), a reușit să domolească apele fluviului Huang He în decurs de 13 ani. Ultimul conducător a fost Jie, conducător aflat la polul opus celui dintâi - tiran, crud, caracterul său ducând la cucerirea teritoriului de către tribul Shang.
Principalele centre de activitate erau Henan și Shanxi.
În această perioadă apar vasele de bronz, turnate, care imitau diverse forme animaliere, unele dintre ele fiind chiar ornamentate. 
Puterea de guvernare se transmitea prin abdicarea conducătorului și nu pe principiul ereditar.
Organizarea statală este aceeași ca în neolitic - siturile pe movile, localități grupate laolaltă, clanuri.
Principala preocupare era agricultura.

## Descoperiri arheologice
Arheologii au descoperit situri urbane, unelte de bronz și morminte care indică posibila existență a Dinastiei Xia în locații citate în textele istorice antice chinezești. Există dezbateri cu privire la faptul că e posibil ca siturile culturii Erlitou să fie chiar siturile Dinastiei Xia.